# Arthur Amundsen
Arthur Martinius Amundsen (ur. 22 marca 1886 w Kristianii (ob. Oslo), zm. 25 lutego 1936 tamże) – norweski gimnastyk, medalista olimpijski.
Dwukrotny olimpijczyk (IO 1908, IO 1912). Startował tylko w zawodach drużynowych, zdobywając srebrny medal na zawodach w 1908 roku i brązowy medal cztery lata później (oba turnieje rozgrywano w systemie szwedzkim).
Amundsen był sklepikarzem, synem Davida Amundsena (1862-1935) i Amandy Amundsen (1863-1932). Jego żoną była Martha Amundsen (1884-1941).